# Muoskeri
Muoskeri är öar i Finland. De ligger i Finska viken och i kommunen Fredrikshamn i landskapet Kymmenedalen, i den södra delen av landet. Öarna ligger omkring 33 kilometer öster om Kotka och omkring 140 kilometer öster om Helsingfors.
Arean för den av öarna koordinaterna pekar på är 1,5 hektar och dess största längd är 210 meter i öst-västlig riktning.